# Ruta 1618 (Lima)
La ruta 1618 o "la B" es una ruta de transporte público de la ciudad de Lima, que conecta los distritos de Carabayllo y Lince. El trayecto de esta ruta consta de 113 y 116 paradas dependiendo de la dirección y dura aproximadamente 3 horas y media. 

## Características
Esta ruta de transporte público es operada por la Empresa de Transportes y Servicios Nueva América S.A., que gestiona también las rutas 1702 e ICR05 transitando por gran parte de la urbe limeña.

### Autorización
La ruta 1618 se encuentra autorizada por la Municipalidad Metropolitana de Lima (MML) y la Autoridad de Transporte Urbano (ATU).

## Trayecto
Los autobuses de la ruta 1618 comienzan a operar a las 5:00 a.m. y terminan a las 10:00 p.m., recorriendo los distritos de Carabayllo, Comas, Los Olivos, San Martín de Porres, Lima, Breña, Jesús María y Lince en la provincia de Lima; pasando por lugares importantes como el Club Metropolitano Manco Cápac, las municipalidades de Carabayllo y Los Olivos, las plazas Bolognesi y Jorge Chávez, el Campo de Marte y el hospital Edgardo Rebagliati.
También se conecta con el Metropolitano a través de la estación Naranjal; y con la línea 2 en la estaciones Tingo María y Plaza Bolognesi.

### Terminales
Su terminal de ida es en la zona de Río Seco, en Carabayllo, y su terminal de vuelta se encuentra cerca del hospital Edgardo Rebagliati.

### Recorrido
| Dirección               | Avenidas y calles |
| ----------------------- | --- |
| Ida Hacia Lince         | Av. Las Tórtolas - Av. Chaviña - Av. Túpac Amaru - Av. Naranjal - Av. Las Palmeras - Av. Antúnez de Mayolo - Av. Universitaria - Av. Óscar Raimundo Benavides - Av. Naciones Unidas - Av. Venezuela - Av. Arica - Av. Guzmán Blanco - Av. Salaverry - Av. Edgardo Rebagliati - Jr. Martín Guisse - Jr. Flores.                                     |
| Vuelta Hacia Carabayllo | Jr. Belisario Flores - Jr. José María Córdova - Av. Edgardo Rebagliati - Av. Salaverry - Av. Guzmán Blanco - Av. Arica - Jr. Aguarico - Av. Venezuela - Av. Arica - Av. Naciones Unidas - Av. Óscar R. Benavides - Av. Universitaria - Av. Antúnez de Mayolo - Av. Las Palmeras - Av. Naranjal - Av. Túpac Amaru - Av. Chaviña - Av. Las Tórtolas. |